# Carcelia hainanensis
Carcelia hainanensis là một loài ruồi trong họ Tachinidae.